# Ludwig Wilhelm von Gans
Ludwig Wilhelm Gans – von Gans à partir de 1912, à la suite de l'anoblissement de son père – (6 août 1869, Francfort-sur-le-Main – 1946, Copenhague) est chimiste et industriel allemand.

## Famille
Ludwig est issu de la famille Gans, une très ancienne famille de commerçants juifs-allemands, établie à Francfort-sur-le-Main depuis le début du XIXe siècle. Il est le dernier des trois enfants de Friedrich Ludwig« Fritz » von Gans et Auguste Ettling, avec Adele « Fanny » (1863-1932), suffragette germano-britannique, et Paul (1866-1915), pionnier de l'automobile et de l'aviation. À la fin du XIXe siècle, son père et son oncle (Leo Gans) ont transformé le grossiste en colorants hérité de leur père (Ludwig Aaron Gans), Leopold Cassella & co, en l'un des premiers fabricants de colorants azoïques au monde, faisant la fortune de la famille. Comme toute sa famille, il s'est converti au protestantisme dans les années 1880.
Ludwig Wilhelm von Gans s'est marié à Elisabeth Keller, fille du célèbre paysagiste Charles Keller. Ce dernier a étudié aux Jardins botaniques royaux de Kew (Angleterre) et a ensuite été responsable des parcs et jardins de Monaco, où Elisabeth est d'ailleurs née. De ce mariage sont issus quatre enfants, Herbert, Armin, Marguerite et Gertrude.
La fille aînée, Marguerite von Gans (1902-1979), a épousé en 1922 le riche banquier de Breslau Ernst-Heinrich Heimann (1896-1957), fils du banquier Georg Heimann (de). Le couple a dû fuir en Suisse après 1933, presque sans le sou.

## Biographie
Ludwig Wilhelm von Gans étudie comme son frère aîné la chimie. À l'issue de ses études, il travaille un temps dans l'entreprise de son père, Leopold Cassella & co. En 1897, il fonde sa propre entreprise de chimie, Pharma-Gans, ainsi que SIRIS-Gesellschaft m.b.H., une usine d'extraits de viande, basées à Francfort dans la Gutleutstrasse. En 1910, il s'installe avec sa famille à Oberursel où il fait construire la villa Gans (qui deviendra plus tard la Haus der Gewerkschaftsjugend - « maison de la Jeunesse syndicale ») par le célèbre architecte Otto Bäppler (de), la propriété lui ayant été transférée par son beau-père. La villa est construite dans le style Tudor d'une maison de campagne anglaise, avec une écurie, un manège, une serre, une maison des serviteurs, une maison des gardiens et une maison des chasseurs. La villa elle-même faisait plus de 30 m de long et 21 m de large. Le parc environnant s'étendait sur environ 10 hectares, comportant une grande châtaigneraie.
Son entreprise est également installée à Oberursel, dans la Zimmersmühlenweg, où il a fait construire en 1911 le Pharmazeutische Institut L. W. Gans (« Institut pharmaceutique L. W. Gans »). Elle connaît un certain succès, produisant entre autres des sérums pour vaccin et de l'insuline. En 1928, la famille retourne à Francfort, au 125 Kettenhofweg. La villa et le parc sont vendus à une banque et l'inventaire est mis aux enchères. Pharma-Gans doit également fermer ses portes, en partie du fait d'un litige de brevet perdu avec Cassella, mais aussi du fait de la crise économique mondiale.

## Engagements sociaux
Comme son père, Ludwig Wilhelm von Gans attache une grande importance aux avantages sociaux de ses salariés. Ils bénéficient par exemple à partir de 1912 d'un régime de participation aux bénéfices. De 1913 à 1919, il est membre du conseil municipal d'Oberursel. Il et également membre et donateur la paroisse protestante d'Oberursel.

## Période nationale-socialiste
Bien que chrétien depuis plus de 50 ans, le régime nazi le considère toujours comme juif, ce qui l'oblige à émigrer en Suisse en 1938. Alors qu'il rendait visite à une connaissance au Danemark, il est arrêté en avril 1940 durant l'occupation allemande du pays. Il ne peut fuir en Suède dans le plan du sauvetage des Juifs danois, et est transféré à Theresienstadt – où sont également passés son cousin Arthur von Weinberg et sa cousine Emma Bonn – le 6 octobre 1943, à l'âge de 74 ans. Il parvint à survivre et est libéré en 1945, mais les conditions d'emprisonnement l'ont très durement marqué physiquement et mentalement. Il vit par la suite en Suède puis au Danemark. Il se suicide en 1946.